# 科扎里 (羅加京區)
49°14′40″N 24°26′16″E / 49.24444°N 24.43778°E

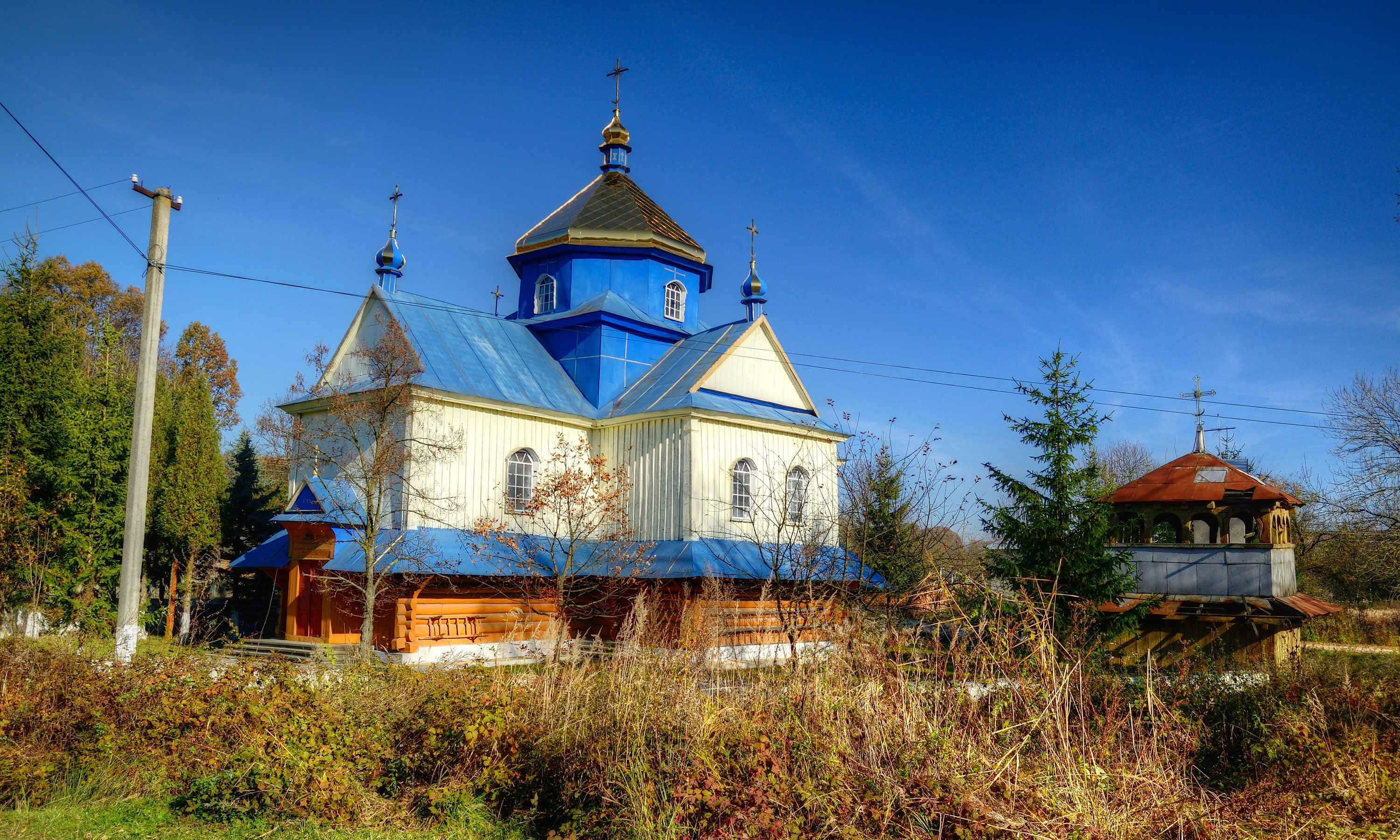

科扎里（烏克蘭語：Козарі），是烏克蘭西部的村莊，隸屬伊萬諾-弗蘭科夫斯克州的伊萬諾-弗蘭科夫斯克區。該村面積25.8平方公里，2001年人口986，人口密度每平方公里38.1人。